# Rikako Hirata
Pour les articles homonymes, voir Hirata.
Rikako Hirata (平田璃香子, Hirata Rikako), née le 7 août 1989, dans la préfecture d'Aichi, au Japon, est une chanteuse, idole japonaise du groupe de J-pop SKE48.